# محرومیت
محرومیت (انگلیسی: Privation) عدم وجود یا نبودن نیازهای اساسی است.

## روانشناسی کودک
در روان‌شناسی تکوینی، محرومیت زمانی اتفاق می‌افتد که کودک هیچ فرصتی برای ایجاد رابطه با شخصیت والدین پیدا نمی‌کند، یا هنگامی که چنین رابطه ای به دلیل درمان آنها مخدوش است.

## فلسفی
به عنوان مثال، آگوستین به عنوان بخشی از نظریه خود، وجود شر را به عنوان یک موجودیت انکار کرد. بلکه او شر را به عنوان خلع ید یا اشتباه در خیر، یا نبود خیر توصیف کرد.